# Dévay András
Dévay András, Dévai Endre (Gyöngyös, 1686 – 1770) alispán.

## Élete
1722-ben Gyöngyösön aljegyzőként a levéltárban letisztázta a közgyűlési és az ítélkezési jegyzőkönyveket és egyúttal az iratokat is rendezte. Mutatót készített az 1703–1710. évi jegyzőkönyvekhez, és lajstromot a levéltár iratanyagáról. Később Heves és Külső-Szolnok vármegyei alispán volt, mely tisztségre Egerben 1746. december 29-én, majd az 1750. december 14-ei tisztújító gyűlésen újból megválasztották. Az 1747 decemberi közgyűlésen felhívta a figyelmet arra, hogy a a „hivataloskodás szétszórtan, a tisztviselők magánlakásain történik... szanaszét vannak a vármegyei iratok elhelyezve, a házipénztár készletei is minden biztonságot nélkülöznek". Újra lefordította a jezsuita Drexel Heliotropiumát, mivel a korábbi fordítások (Újhelyi István, Komáromi János) kiadatlanok maradtak, s 1764-ben jelentette meg Nap után forgó virág címmel. Ennek ajánlásában megrótta mindazokat, akik előtt "unalmas" a magyar szó, s "ha tudják is a nyelvet, szégyenlik és majd utálják folytatni".

## Műve
- Nap után forgó virág, vagy-is minden féle nyavalya ellen való orvosság, úgy mint az emberi akaratnak az Isten akarattyához való illesztése. Drexelius Jeremias után latinból ford. Nagyszombat, 1764. és Eger, 1770.